# Rue (Somme)
Rue település Franciaországban, Somme megyében. Lakosainak száma 3050 fő (2022. január 1.). Rue Arry, Bernay-en-Ponthieu, Le Crotoy, Favières, Forest-Montiers, Quend, Saint-Quentin-en-Tourmont, Vercourt és Villers-sur-Authie községekkel határos.

## Népesség
A település népessége az elmúlt években az alábbi módon változott:
| Lakosok száma | 3120 | 3113 | 3224 | 3101 | 3096 | 3111 | 3115 | 3111 | 3050 |
|               | 2013 | 2015 | 2016 | 2017 | 2018 | 2019 | 2020 | 2021 | 2022 |